# Mason Richman
Mason Richman (Leawood, 7 maggio 2002) è un giocatore di football americano statunitense che milita nel ruolo di offensive tackle per i Seattle Seahawks della National Football League (NFL).

## Carriera universitaria
Nella sua prima stagione ad Iowa nel 2020, Richman disputò tre partite. Divenne titolare nel 2021 e lo rimase per quattro anni, inclusa una striscia di 43 gare consecutive come partente. Giocando come tackle sul lato sinistro, giocò come titolare 12 gare nel 2021, 13 nel 2022 e 14 nel 2023 e 13 nel 2024. Fu nominato menzione onorevole della Big Ten Conference in tutti i suoi quattro anni come titolare. Chiuse la sua carriera nel college football con 52 gare come titolare, il massimo tra gli uomini di linea nell'epoca del capo-allenatore Kirk Ferentz. Nell'ultima stagione contribuì a rendere l'attacco di Iowa uno dei migliori 25 della nazione in yard corse.

## Carriera professionistica

### Seattle Seahawks
Richman fu scelto nel corso del settimo giro (234º assoluto) del Draft NFL 2025 dai Seattle Seahawks.